# Rid of Me
Rid of Me — другий студійний альбом англійської співачки та авторки пісень Пі Джей Гарві, що вийшов 26 квітня 1993 року на лейблі Island Records, приблизно через рік після виходу її дебютного студійного альбому Dry, який отримав схвальні відгуки критиків. Він знаменував собою відхід від попередньої манери написання пісень Гарві, будучи більш грубим і агресивним, ніж його попередник.
Пісні на Rid of Me були виконані однойменним тріо Гарві, у який увійшли з Гарві на гітарі та вокалі, Роб Елліса на барабанах і бек-вокалі та Стів Воган на бас-гітарі. Більшість пісень на альбомі записав Стів Альбіні, і це був останній альбом, який вони записали як тріо перед розпадом наприкінці 1993 року. Rid of Me отримав схвальні відгуки критиків і вважається одним з найкращих альбомів 1990-х і всіх часів, посівши 153 місце у списку 500 найкращих альбомів усіх часів за версією журналу Rolling Stone 2020 року (406 місце у попередньому виданні списку).

## Передумови та історія
Перші два студійні альбоми Гарві були записані в швидкому темпі, і їхні історії переплітаються між собою. У жовтні 1991 року вона випустила свій дебютний сингл «Dress». Підписала контракт на запис з інді-лейблом Too Pure і переїхала до Лондона разом зі своїми колегами по групі. Майже одразу після виходу синглу вона почала отримувати серйозну позитивну увагу від музичних критиків як у Великобританії, так і в Сполучених Штатах. Це призвело до того, що кілька великих звукозаписних лейблів змагалися за те, щоб підписати з нею контракт. Спочатку Гарві не хотіла підписувати контракт з великим лейблом, побоюючись втратити художній контроль над своєю музикою, але врешті-решт вирішила підписати контракт з Island Records у лютому 1992 року. Через місяць Too Pure випустили її дебютний студійний альбом Dry, що містив як «Dress», так і «Sheela-Na-Gig», її другий сингл. Пізніше Island розповсюджував Dry під своїм лейблом Indigo.
Гурт багато гастролював Великою Британією та США на підтримку Dry. Влітку 1992 року Гарві відхилила пропозицію виступити на фестивалі Lollapalooza, але в серпні взяла участь у фестивалі в Редінгу. На той час безперервні гастролі почали позначатися на здоров'ї Поллі. Вона страждала від того, що було описано як нервовий зрив, спричинений низкою факторів, включаючи виснаження, погане харчування та розрив стосунків. Що ще гірше, Центральний коледж мистецтва та дизайну імені Святого Мартіна, куди вона була прийнята на навчання, відмовився більше тримати їй місце. Вона покинула свою лондонську квартиру і повернулася до рідного Дорсета. Одужуючи в жовтні 1992 року, вона працювала над піснями, які з'являться на альбомі Rid of Me.

## Музика і тексти
Структурно Гарві продовжувала ускладнювати написання пісень, використовуючи «дивно викривлені тактові розміри та заплутані структури пісень», що призводило до появи пісень, які «тяжіють до перформансу».
Тексти пісень альбому були широко інтерпретовані як феміністичні за своєю суттю. Однак Гарві неодноразово заперечувала феміністичну спрямованість своїх пісень, заявляючи: «Я навіть не думаю про себе як про жінку половину часу. Коли я пишу пісні, я ніколи не думаю про стать. Я пишу про стосунки між людьми. Мене захоплюють речі, які можуть вважатися відразливими або сором'язливими. Мені подобається відчувати неспокій, невпевненість». Деякі вірші були натхненні її особистим досвідом. Наприклад, заголовний трек, за загальним визнанням, з'явився під впливом одного з стосунків Гарві, що добігав кінця. Коли інтерв'юер сказав, що «Rid of Me» звучить психотично, вона відповіла, що написала пісню «в найгірший час» і додала: «Я була майже психотичною». Але вона дала зрозуміти, що не всі тексти слід читати автобіографічно, сказавши: «Мені мало б бути 40 років і я була б дуже виснажена, щоб пережити все, про що я пишу».
До альбому також увійшла кавер-версія пісні Боба Ділана 1965 року «Highway 61 Revisited». Мати і батько Гарві, обоє фанати Ділана, запропонували їй записати цей трек.

## Запис
Пізньої осені 1992 року тріо вирушило в короткий тур по США. Коли тур завершився у грудні, вони залишилися в Америці, щоб записати свій новий альбом на відокремленій студії звукозапису Pachyderm у Кеннон-Фолс, штат Міннесота. Для запису альбому Гарві обрала чиказького музиканта і звукорежисера Стіва Альбіні. Гарві захоплювалася виразно «сирими» записами Альбіні таких гуртів, як Pixies, Slint, the Breeders і The Jesus Lizard.
Запис тривав протягом двох тижнів, але, за словами Поллі, більша частина запису була зроблена за три дні. Більшість пісень були зіграні наживо в студії. Гарві високо оцінила роботу Альбіні, заявивши: «Він — єдина людина, яку я знаю, яка може записати ударну установку так, що це звучить так, ніби ти стоїш перед ударною установкою. Це не звучить так, ніби вона пройшла через процес запису або виходить з колонок. Ви можете відчути звук, який він записує, і саме тому я хотіла працювати з ним, тому що все, чого я коли-небудь хотіла — це щоб ми були записані і звучали так, як ми звучимо, коли граємо разом у кімнаті».
Вона також розповіла про його методи запису: «Те, як деякі люди думають, що продюсування — це допомога в аранжуванні, написанні партій або грі на інструментах, він не робить нічого з цього. Він просто встановлює свої мікрофони зовсім по-іншому, ніж я коли-небудь бачила, щоб хтось встановлював мікрофони раніше, і це було дивовижно. Він ставив їх на підлозі, на стінах, на вікнах, на стелі, за двадцять футів від того місця, де ти сидиш… Він дуже добре вміє створювати потрібну атмосферу, щоб отримати найкращий дубль».
Пісня «Man Size Sextet» не була записана Альбіні. Натомість її продюсували Гарві, Роб Елліс та Head.

## Оформлення
На обкладинці альбому Гарві зображена топлес, яка розмахує мокрим волоссям у повітрі. Фотографія була зроблена подругою Гарві та фотографом Марією Мохнач у ванній кімнаті її квартири в Бристолі. Через невеликий розмір кімнати вона була змушена притулити камеру до стіни навпроти Гарві і не могла дивитися у видошукач фотоапарата. Фотографія була зроблена в повній темряві і освітлена лише спалахом, що спалахнув на долю секунди.
Коли фотографію доставили до Island Records, Мохнач сказали, що недоліки на знімку (такі як краплі води на стіні та кімнатна рослина) можна прибрати. Вона запротестувала проти цього рішення, відповівши: «Так і має бути — це частина фотографії».

## Реліз і критичне сприйняття
Альбом Rid of Me вийшов у Великій Британії 26 квітня 1993 року і отримав широке визнання критиків. Журнал Melody Maker писав: «Жоден інший британський артист не досліджує настільки агресивно темну сторону людської натури або її нелогічно чорний гумор; жоден інший британський артист не має сміливості, не кажучи вже про талант, щоб створити саундтрек до цього фільму». Ветеран британського ді-джеїнгу і радіоведучий Джон Піл, прихильник Гарві з самого початку її кар'єри, додав: «Спочатку ви настільки вражені тим, що чуєте. Але ти повертаєшся знову і знову, і це закарбовується у твоїй свідомості». Газета San Francisco Chronicle назвала Гарві «талантом і унікальним голосом, який вимагає, щоб його почули». Евелін Макдоннелл зі Spin писала, що Гарві поставила собі за мету «зруйнувати очікування і стереотипи». Альбом також привернув увагу відоміших музикантів. Елвіс Костелло, наприклад, зауважив, що багато пісень Гарві «здається, про кров і трахання», з чим Гарві не погодилася.
–Пі Джей Гарві
Робота Стіва Альбіні над записом виявилася суперечливою. Критики розділилися в думках щодо того, чи його запис доповнив голос Гарві, чи поховав його. З позитивного боку, писали, що «Альбіні вправно балансує важкий фідбек і дисторшн з несподіваними тихими перервами, роблячи цей реліз більш музично різноманітним — і, зрештою, більш приємним — ніж дебютний альбом PJ Harvey». Але інші вважали запис занадто різким, кажучи, що «навмисно грубе продюсування Стіва залишає все мінімальним і грубим, так, ніби весь альбом був записаний у чиємусь підвалі, а барабани встановлені у ванній кімнаті, щоб стукати якомога хаотичніше». В іншій рецензії альбом названо просто «випробуванням, яке треба витримати». Критик Стівен Томас Ерлвайн намагався примирити продюсування Альбіні з піснями Гарві. Він визнав, що альбом має «безкровну, абразивну грань», яка не залишає «абсолютно ніяких тонкощів у музиці», але припускає, що записи Альбіні «можуть бути звуковим втіленням замучених текстів, а отже, надзвичайно ефективним витвором мистецтва перформансу, але це також робить Rid of Me важким альбомом, який важко сприймати на півдорозі».
Сама Гарві була задоволена результатом. «Я все роблю насамперед для себе, — сказала вона, — і я була щаслива. Я не дуже прислухаюся до того, що люди говорять про мою роботу, тому що я схильна не хвалити себе ні за що. Але Rid of Me мені дуже сподобався. Для того періоду мого життя він був ідеальним. Ну, не ідеальним, але близьким до того, що я могла отримати в той час». Вона залишилася друзями з Альбіні і після цього, знайшовши в ньому споріднену душу. "Люди читають у ньому щось і роблять його таким, яким вони хочуть його бачити, — сказала Гарві. «Він — єдина людина, яку я знаю, з якою таке трапляється, окрім мене. Люди мають дуже специфічне уявлення про мене — якийсь вампір, що орудує сокирою і пожирає людей — а я зовсім не така. Я майже повна протилежність».
З альбому вийшло два сингли: «50ft Queenie» та «Man-Size». Кліпи на обидві пісні зняла Марія Мохнач. «50ft Queenie» був названий MTV найкращим відео навесні 1993 року.
За роки, що минули з моменту релізу, Rid of Me вплинув на різних музикантів і викликав захоплення у них. 2005 року Карін Ганц з журналу Spin побачила, що «поетично божевільний блюз» альбому проклав шлях для постпанк-гурту Elastica та альтернативної рок-музики Карен О. Говорячи про другий студійний альбом свого гурту Hole Live Through This в інтерв'ю Spin 2014 року, музикантка Кортні Лав зізналася, що вважає Rid «набагато кращим альбомом» порівняно з їхнім. В інтерв'ю MusicRadar 2022 року Гевін Россдейл з гурту Bush назвав його «новаторським альбомом від новаторської виконавиці», відчуваючи, що «приземленість [і] правда в ньому просто до біса хороші».

## Тур
Навесні та влітку 1993 року Гарві та її гурт гастролювали на підтримку альбому Rid of Me. Тур розпочався у Великій Британії в травні, а в червні продовжився в Америці. Марія Мохнач задокументувала окремі моменти туру, і її матеріали були використані для створення повнометражного відео Reeling with PJ Harvey. Концертний сет-лист Гарві складався з Dry та Rid of Me, але також включав пісні, які не увійшли до жодного з цих записів. Наприклад, вона регулярно виконувала кавер-версію пісні Віллі Діксона 1961 року «Wang Dang Doodle». Один з рецензентів похвалив версію Гарві і назвав її «можливо, остаточною версією цієї пісні».
У серпні вони завершили тур серією виступів на розігріві у ірландського рок-гурту U2 під час їхнього туру Zooropa. Восени тріо почало розпадатися, спочатку з відходом Елліса, а незабаром і Вогана. До вересня Гарві виступала як сольна виконавиця.

## Нагороди
Rid of Me увійшов до UK Albums Chart на третю сходинку і швидко став срібним, а сингл «50ft Queenie» потрапив у топ-30 хітів. У США вона отримала велику кількість ротацій на радіостанціях коледжів і розширила свою зростаючу фан-базу. Він також отримав значне визнання критиків і увійшов до десятки найкращих альбомів року в різних списках авторитетних видань, таких як The Village Voice, Spin, Melody Maker, Vox та Select. Spin поставив йому рідкісну оцінку «десять з десяти». Rid of Me увійшов до шорт-листа Mercury Prize 1993 року, але програв Suede. З роками критична вага альбому зросла — журнал Rolling Stone обрав його як один з найважливіших записів 90-х, а у 2005 році Spin поставив його на дев'яте місце серед найкращих альбомів 1985—2005 років після того, як він був лише 37-м найкращим альбомом 90-х після To Bring You My Love на 3-му місці. У 2003 році альбом посів 405 місце у списку 500 найкращих альбомів усіх часів за версією журналу Rolling Stone, а у виданні журналу 2012 року альбом зайняв 406-ту позицію. У 2011 році Slant Magazine визнав Rid of Me 25-м найкращим альбомом 90-х. У 2014 році альбом посів десяте місце у списку «Топ-10 недооцінених альтернативних рок-альбомів 90-х» сайту Alternative Nation. Заголовний трек посів 194 місце у версії 500 найкращих пісень усіх часів журналу Rolling Stone від 2021 року.

## Список композицій
Всі треки написані Поллі Джин Харві, окрім «Highway 61 Revisited», написаної Бобом Діланом. Всі треки спродюсовані Стівом Альбіні, окрім «Man-Size Sextet», продюсерами якої є Гарві, Роб Елліс та Head.
| #   | Назва                  | Тривалість |
| --- | ---------------------- | ---------- |
| 1.  | «Rid of Me»            | 4:28       |
| 2.  | «Missed»               | 4:25       |
| 3.  | «Legs»                 | 3:40       |
| 4.  | «Rub 'til It Bleeds»   | 5:03       |
| 5.  | «Hook»                 | 3:57       |
| 6.  | «Man-Size Sextet»      | 2:18       |
| 7.  | «Highway 61 Revisited» | 2:57       |
| 8.  | «50ft Queenie»         | 2:23       |
| 9.  | «Yuri-G»               | 3:28       |
| 10. | «Man-Size»             | 3:16       |
| 11. | «Dry»                  | 3:23       |
| 12. | «Me-Jane»              | 2:42       |
| 13. | «Snake»                | 1:36       |
| 14. | «Ecstasy»              | 4:26       |

## Учасники запису
PJ Harvey
- Поллі Джин Харві — гітара, вокал, скрипка, віолончель, орган
- Стів Воган — бас-гітара
- Роберт Елліс — ударні, перкусія, вокал

Продакшн
- Стів Альбіні — продюсер
- Поллі Джин Харві, Марк Вернон, Роберт Елліс — продюсер («Man-Size Sextet»)
- Марія Мокнац — обкладинка
- Роберт Елліс — аранжування струнними музичними інструментами
- Брендан Еша — напрямок («Man-Size Sextet»)
- Джон Лодер — мастеринг

## Позиція у чартах
Альбом
| Рік  | Хіт-парад       | Позиція |
| ---- | --------------- | ------- |
| 1993 | Heatseekers     | 10      |
| 1993 | UK Albums Chart | 3       |
| 1993 | Billboard 200   | 158     |

Сингли
| Рік            | Сингл         | Хіт-парад        | Позиція |
| -------------- | ------------- | ---------------- | ------- |
| 1993 (травень) | 50 ft Queenie | UK Singles Chart | 27      |
| 1993 (липень)  | Man-Size      | UK Singles Chart | 42      |